# Lützelsoon

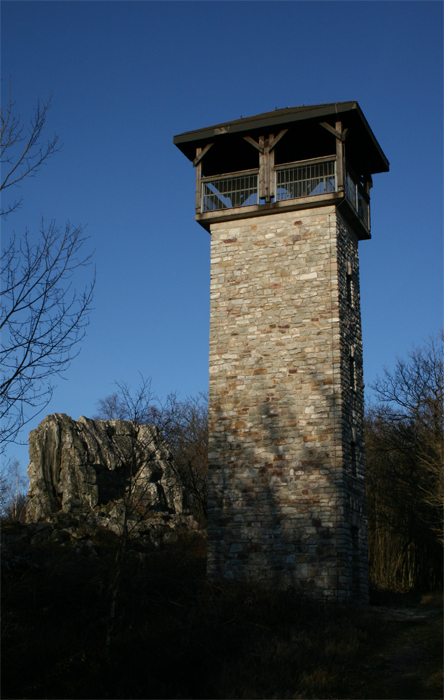
Langer Heinrich, torre de observación junto al conocido Teufelsfels.

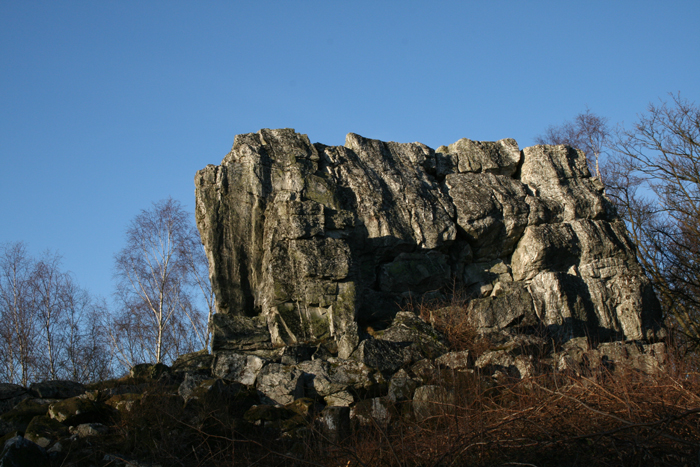
Teufelsfels

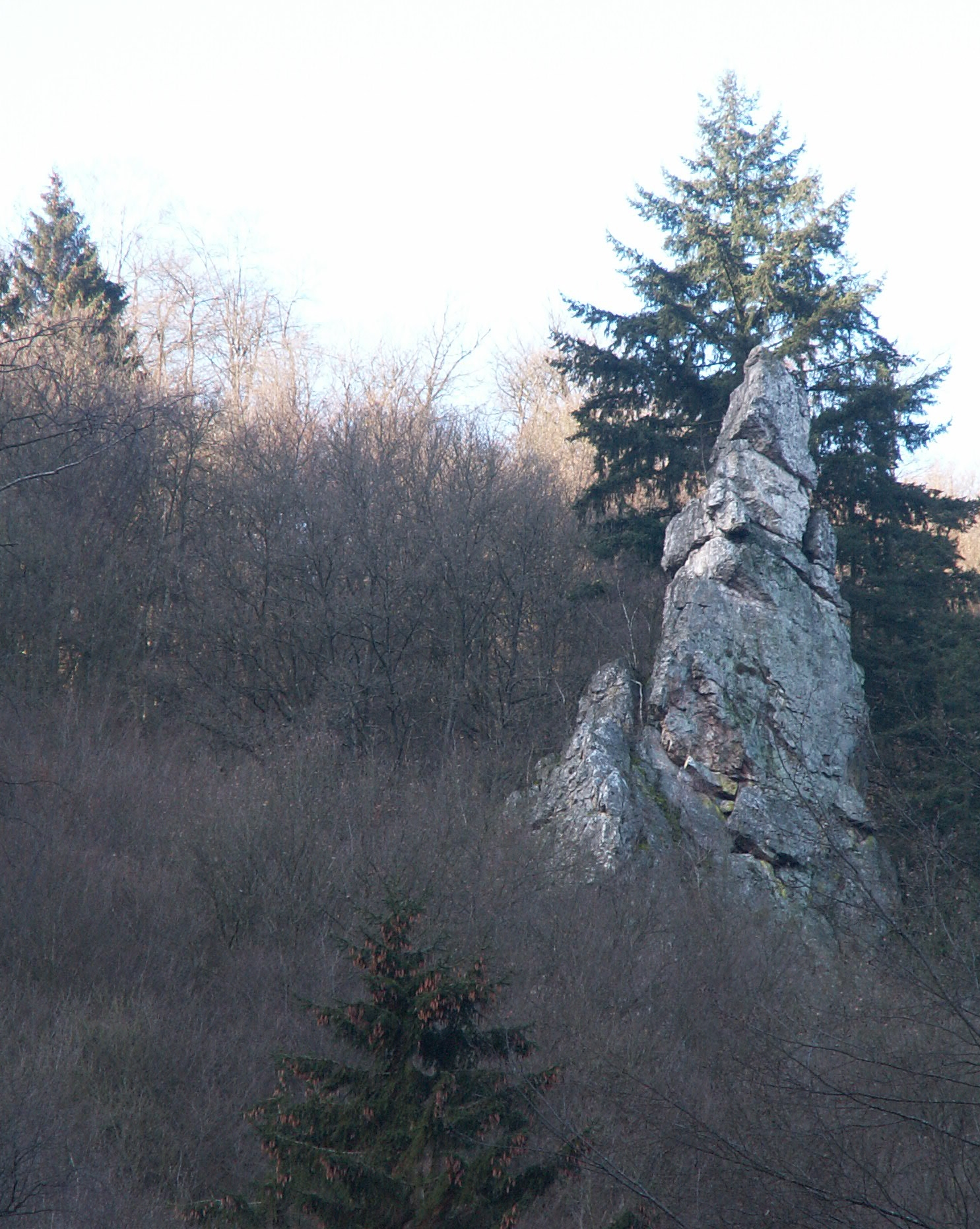
Valle de Langenstein, por encima del valle Kellenbach

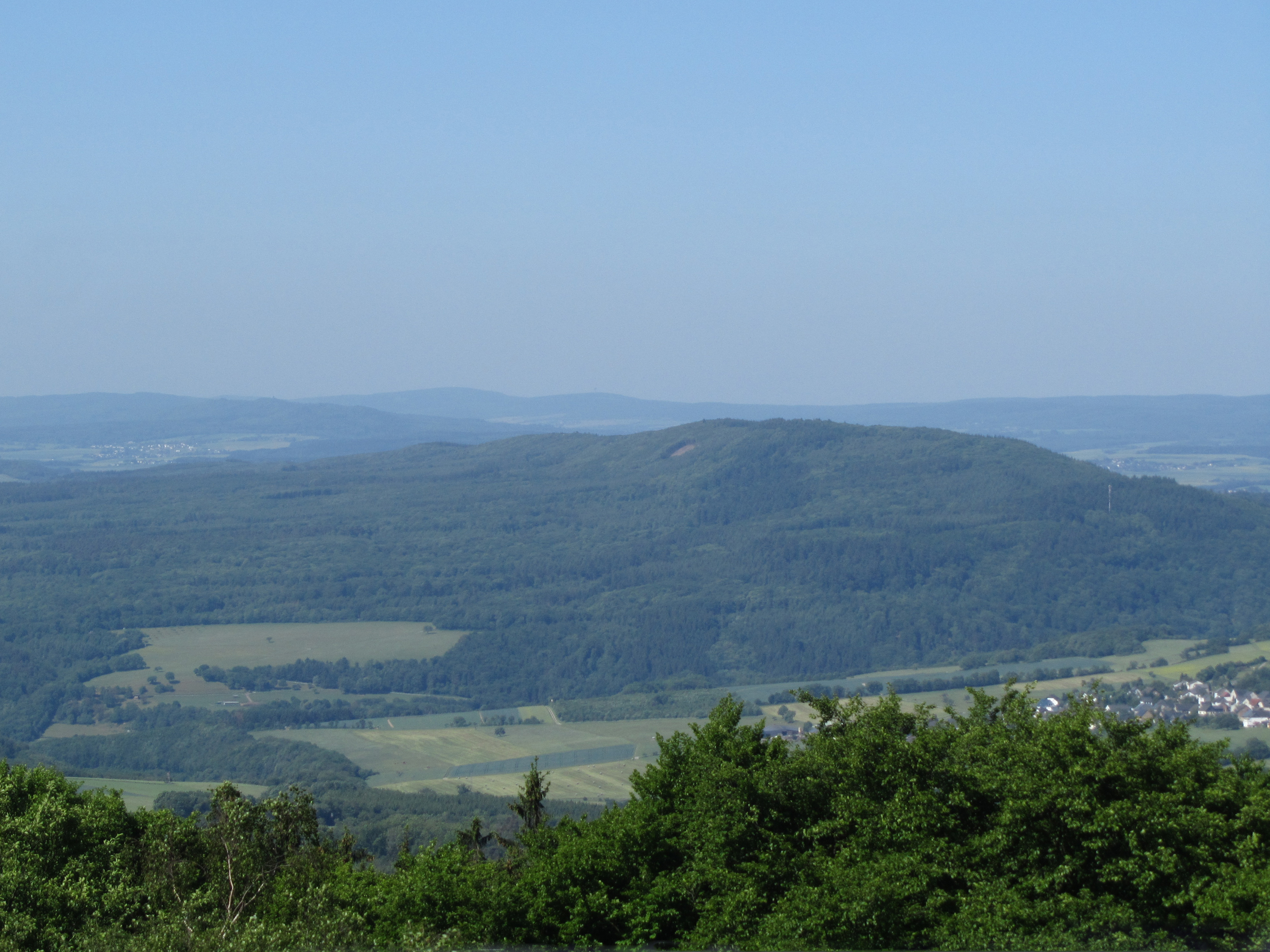
Vista del Lützelsoon, Alteburg

Lützelsoon (también llamada Kleiner Soon) es una montaña ubicada en los montes de Hunsrück, a 599 m sobre el nivel del mar (NN), en el distrito de Bad Kreuznach, estado de Renania-Palatinado.

## Ubicación
Lützelsoon es una colina situada al suroeste de Soonwald y al norte de Hennweiler, entre los valles Kellenbach (en el curso inferior de Simmerbach), dirección estenoreste, y Hahnenbach, dirección oesudoeste. Forma parte de las colinas más suaves o mesetas de los montes Hunsrück. En su formación geológica predominan los grandes cuarzos, como los de Teufelsfels, Blickensteine y Katzensteine.

## Turismo
ubierto por bosques naturales y atravesado por caminos y senderos, Lützelsoon no es una zona especialmente conocida, aunque ofrece senderos ideales para excursionistas y ciclistas, así como para aquellos interesados en los castillos, la conservación o la geología del territorio. Destinos populares son los miradores naturales de Blickenstein, Katzenstein y Teufelsfels, con su torre de observación.
La pizarra tan típico de los tejados y las decoraciones de las casas en la región es responsable de la interesante cuarcita rocas que "surgió de" la suave pizarra en la cresta de Soonwald a lo largo de miles de años. La mina de Herrenberg, cerca de Bundenbach, admite visitas guiadas. Fósiles antiguos pueden ser vistos en el museo de fósiles del castillo de Wartenstein. Otros puntos de interés son las ruinas de Schmidtburg, Kyrburg, o los castillos de Dhaun, Gemünden o el castro celta de Altburg.

## Otras montañas y colinas
La cumbre más alta de Lützelsoon es Womrather Höhe, a 599 m. Otras montañas y colinas, ordenadas por elevación en metros (m) sobre el nivel del mar (NN) son:
- Womrather Höhe (599.1 m), entre Schneppenbach y Königsau;
  - Teufelsfels (569.0 m), al suroeste de Womrather Höhe;
  - Blickenstein (575 m), al este de Womrather Höhe;
  - Katzenstein (555.2 m), al noreste de Womrather Höhe;
- Kochemeberg (502.3 m), cerca de Bruschied;
  - Wehlenstein, rocas (NM).

## Poblaciones
Alrededor de Lützelsoon existen varias aldeas pequeñas y pintorescas:
- Schlierschied – norte
- Woppenroth – noroeste
- Schneppenbach y Bruschied – parte occidental
- Kellenbach y Königsau – este
- Hennweiler y Hahnenbach – suroeste
- Heinzenberg – sureste
- Oberhausen bei Kirn – extremo sur

Otros pueblos interesantes de los alrededores son:
- Kirn (antiguo Lederstadt)
- Idar-Oberstein (conocida como la joya de la comarca)
- Kirchberg